# Africophilus nesiotes
Africophilus nesiotes är en skalbaggsart som beskrevs av Guignot 1951. Africophilus nesiotes ingår i släktet Africophilus och familjen dykare. Inga underarter finns listade i Catalogue of Life.